# Nedeltscho Nedeltschew
Nedeltscho Radew Nedeltschew (bulgarisch Неделчо Радев Неделчев, * 18. Oktober 1890 in Sliwen; † 10. Juni 1969 in Sofia) war ein bulgarischer Pflanzenzüchter.

## Leben
Nedeltschew war Mitglied der Akademie für Landwirtschaftswissenschaften sowie Professor und Direktor des Instituts für Weinbau an der Land- und Forstwirtschaftlichen Fakultät der Universität Sofia. In seinen wissenschaftlichen Arbeiten befasste er sich mit der Sortenstruktur des Weinanbaus in Bulgarien. Nedeltschew züchtete drei neue Rebensorten.
Er wurde  mit dem Dimitroffpreis ausgezeichnet.